# Вељка Вес на Ипељу
Вељка Вес на Ипељу (слч. Veľká Ves nad Ipľom) насељено је мјесто са административним статусом сеоске општине (слч. obec) у округу Вељки Кртиш, у Банскобистричком крају, Словачка Република.

## Становништво
| Година:    | 1994. | 2004.   | 2014.   | 2024.   |
| ---------- | ----- | ------- | ------- | ------- |
| Број људи: | 405   | 423     | 402     | 433     |
| Разлика:   |       | +4,44 % | -4,96 % | +7,71 % |

| Година:    | 2023. | 2024.   |
| ---------- | ----- | ------- |
| Број људи: | 435   | 433     |
| Разлика:   |       | -0,45 % |

Према подацима о броју становника из 2011. године насеље је имало 415 становника.